# Проблем моста Тор
„Проблем моста Тор” (енгл. The Problem of Thor Bridge) је једна од 56 приповедака о Шерлоку Холмсу које је написао Артур Конан Дојл и једна је од дванаест прича у циклусу сакупљеном као Архива Шерлока Холмса (1927). Први пут је објављена 1922. у британском часопису The Strand Magazine, као и америчком часопису Hearst's International.

## Радња
Нил Гибсон, „краљ злата” и бивши сенатор из „неке западне државе”, тражи од Шерлока Холмса да истражи убиство његове супруге Марије како би ослободио гувернанту своје деце, Грејс Данбар, свих оптужби. Убрзо се испоставља да је брак господина Гибсона био несрећан и да се он веома лоше понашао према својој жени. Заљубио се у њу када ју је упознао у Бразилу, али је убрзо схватио да немају ништа заједничко. Привукла га је госпођица Данбар; пошто није могао да је ожени, покушао је да јој угоди на друге начине, између осталог покушавајући да помогне сиромашнима.
Марија Гибсон је пронађена како лежи у локви крви на мосту Тор са метком у главу и белешком гувернанте у руци, у којој је уговорен сусрет на том мосту. Недавно искоришћени револвер са једним испаљеним метком налази се у гардероби госпођице Данбар. Холмс пристаје да сагледа ситуацију упркос погубним доказима.
Од самог почетка, Холмс примећује неке прилично чудне ствари у вези са случајем. Како је госпођица Данбар тако хладнокрвно и рационално могла да испланира и изведе убиство, а затим неопрезно да баци оружје којим је извршен злочин у своју гардеробу? Шта је био необичан траг на доњој страни камене ограде моста? Зашто је госпођа Гибсон држала поруку госпођице Данбар када је умрла? Ако је оружје којим је извршено убиство било један од два упарена пиштоља, зашто се други није могао наћи у колекцији господина Гибсона?
Холмс користи своју моћ закључивања да разреши злочин и демонстрира, користећи Вотсонов револвер, како је он извршен: госпођа Гибсон, огорчена и љубоморна на везу госпођице Данбар са својим мужем, одлучила је да оконча свој живот и подметне својој ривалки злочин. Након што је договорила сусрет са госпођицом Данбар, тражећи од ње да остави свој одговор у белешци, госпођа Гибсон је везала камен на парче канапа за крај револвера и пуцала у себе, а камен је повукао револвер преко ивице моста; револвер пронађен у гардероби госпођице Данбар био је други пиштољ из тог пара, који је раније искоришћен у шуми, а траг на мосту је настао тако што је пиштољ ударио у зид кад га је повукао камен. Холмс тражи од полиције да претражи језеро у потрази за Вотсоновим и Гибсоновим револверима.

## Коментар
Прича је упечатљива у канону Шерлока Холмса по почетној референци на лимену кутију за отпрему, која се налази у трезору једне лондонске банке, где је доктор Вотсон држао папире који се тичу неких Холмсових нерешених или недовршених случајева. Према Вотсону: „Међу овим недовршеним причама је и она о господину Џејмсу Филимору, који, након што се вратио у своју кућу да узме свој кишобран, никада више није виђен на овом свету”. Непозната судбина Филимора била је тема других прича, укључујући: „Чудо у Хајгејту” Адријана Конана Дојла и Џона Диксона Кара; „Енигму ворвикширског вртлога” Ф. Гвинплејна Мекинтајра; „Проблем болног моста” Филипа Х. Фармера; једне епизоде италијанске серије стрипова Storie di Altrove (спиноф познатијег Мартија Мистерије); BBC Radio адаптацију Берта Кулса „Сингуларно наслеђе госпођице Глорије Вилсон” из Даљих авантура Шерлока Холмса; као и две књиге Марвина Кеја, Невероватни кишобран и Љубазни кишобран. Такође се помиње случај Исадоре Персано, „која је пронађена како бесна гледа са кутијом шибица испред себе у којој се налазио изванредан црв за који се тврди да је непознат науци” и случај секача Алисије.

## Историја објављивања
Приповетка је објављена у британском часопису часопису The Strand Magazine у фебруару−марту 1922, као и у америчком часопису Hearst's International током истих месеци. Прича је објављена са седам илустрација А. Гилберта у часопису The Strand, и са шест илустрација Г. Патрика Нелсона у часопису Hearst's International. Уврштена је у збирку кратких прича Архива Шерлока Холмса, која је објављена у Уједињеном Краљевству и САД у јуну 1927. године.

## Адаптације

### Филм и телевизија
Приповетка је адаптирана као кратки неми филм под називом Мистерија моста Тор 1923. године, као део филмског серијала о Шерлоку Холмсу у коме су глумили Еје Норвуд као Шерлок Холмс и Хјуберт Вилис као др Вотсон.
Прича је 1968. прилагођена за серију Шерлок Холмс са Питером Кушингом, али је епизода данас изгубљена.
Прича је 1991. драматизована за епизоду серије Авантуре Шерлока Холмса са Џеремијем Бретом у главној улози, а споредне улоге су тумачили Данијел Меси као Нил Гибсон, Силија Грегори као Марија Гибсон и Кетрин Расел као Грејс Данбар.
Слична метода оптужбе је коришћена епизоди серије Убиство, написала је, „До последњег ћу се борити с тобом” (1992). 
У епизоди серије Место злочина: Лас Вегас из 2005. године, „Ко је пуцао у Шерлока?”, метод убиства је већим делом био сличан, али траг је пронађен на пиштољу, а не на каменом зиду. Поред тога, уместо да инсценира самоубиство да би се окривио један од осумњичених, испоставило се да је други осумњичени инсценирао смрт.
Професор у серији Елементарно има исти мотив као госпођа Гибсон и сличан метод подметања злочина. Исти узрок смрти који је Холмс закључио у овој причи користи се у уводној секвенци друге епизоде, са истом намером да се баци сумња на другу страну.

### Радио
Едит Мејзер је адаптирала ову приповетку као епизоду америчке радио-серије Авантуре Шерлока Холмса. Епизода је емитована 16. марта 1931, са Ричардом Гордоном у улози Шерлока Холмса и Лијем Ловелом као др Вотсоном. Још једна радио драматизација приче емитована је 13. јуна 1936. (са Гордоном као Холмсом и Харијем Вестом као Вотсоном).
Мејзерова је такође адаптирала ову причу за америчку радио-серију Нове авантуре Шерлока Холмса као епизоду која је емитована 3. новембра 1940. године. Друга адаптација приче емитована је 1. октобра 1945. године. У обе епизоде су глумили Бејзил Ратбон као Холмс и Најџел Брус као Вотсон.
Радио адаптација под називом „Мост Тор” емитована је 1962. на BBC Light програму, као део радио-серије из 1952–1969, у којој су глумили Карлтон Хобс као Холмс и Норман Шели као Вотсон. Драматизовао ју је Мајкл Хардвик. Роберт Ерс је глумио Нила Гибсона.
Приповетка је драматизован за BBC Radio 4 током 1994. године од стране Берта Кулса као део радио-серије из 1989–1998. у којој су глумили Клајв Мерисон као Холмс и Мајкл Вилијамс као Вотсон, са Вилијамом Хуткинсом у улози Нила Гибсона.
Године 2012, прича је адаптирана за радио као део Класичних авантура Шерлока Холмса, серије у америчкој радио-емисији Imagination Theatre, са Џоном Патриком Лоуријем као Холмсом и Лоренсом Албертом као Вотсоном.